# Чемпионат Европы по баскетболу 2015. Группа A
В этой статье представлено положение команд и результаты матчей в группе A предварительного раунда чемпионата Европы по баскетболу 2015. Состав группы был определён во время жеребьёвки 8 декабря 2014 в 16:00 в «Диснейленде» в Париже, Франция. В группе участвовали Босния и Герцеговина, Израиль, Польша, Россия, Финляндия и Франция. Команды сыграли друг с другом в один круг. Матчи группы прошли с 5 по 10 сентября 2015 года на «Парк-энд-Сьютс Арене» в Монпелье, Франция. Четыре лучшие команды вышли в плей-офф.

## Команды
| Команда              | Квалификация                                                            | Квалификация     | Участие   | Участие | Участие | Лучший результат |
| Команда              | Способ                                                                  | Дата             | Последнее | Всего   | Подряд  | Лучший результат |
| -------------------- | ----------------------------------------------------------------------- | ---------------- | --------- | ------- | ------- | ---------------- |
| Босния и Герцеговина | Победитель группы A второго раунда квалификации чемпионата Европы 2015  | 24 августа 2014  | 2013      | 14      | 3       | 8-е место (1993) |
| Израиль              | Победитель группы B второго раунда квалификации чемпионата Европы 2015  | 24 августа 2014  | 2013      | 28      | 12      | 2-е место (1979) |
| Польша               | Победитель группы C второго раунда квалификации чемпионата Европы 2015  | 27 августа 2014  | 2013      | 27      | 5       | 2-е место (1963) |
| Россия               | 2-е место в группе G второго раунда квалификации чемпионата Европы 2015 | 27 августа 2014  | 2013      | 12      | 12      | Чемпион (2007)   |
| Финляндия            | «Уайлд-кард» на чемпионате мира 2014                                    | 1 февраля 2014   | 2013      | 14      | 3       | 6-е место (1967) |
| Франция              | Чемпион Европы 2013                                                     | 18 сентября 2013 | 2013      | 38      | 20      | Чемпион (2013)   |

## Положение команд
|  | Команда вышла в плей-офф |

| Команда              | Игр | В | П | МЗ  | МП  | МР  | Очки | Тай-брейк |
| -------------------- | --- | - | - | --- | --- | --- | ---- | --------- |
| Франция              | 5   | 5 | 0 | 407 | 335 | +72 | 10   |           |
| Израиль              | 5   | 3 | 2 | 375 | 384 | −9  | 8    | 1–0       |
| Польша               | 5   | 3 | 2 | 367 | 352 | +15 | 8    | 0–1       |
| Финляндия            | 5   | 2 | 3 | 387 | 392 | −5  | 7    |           |
| Россия               | 5   | 1 | 4 | 379 | 374 | +5  | 6    | 1–0       |
| Босния и Герцеговина | 5   | 1 | 4 | 324 | 402 | −78 | 6    | 0–1       |

Время начала матчей дано по местному времени (UTC+2).

## Результаты матчей

### 1-й тур

#### Польша — Босния и Герцеговина
| 5 сентября 2015 15:00 | Отчёт | Польша                     | 68:64    | Босния и Герцеговина | «Парк-энд-Сьютс Арена», Монпелье Судьи: Фернанду Роша, Рено Жейе, Юргис Лавринавичюс |
| 5 сентября 2015 15:00 | Отчёт | 16:18, 24:12, 18:23, 10:11 |          |                      | «Парк-энд-Сьютс Арена», Монпелье Судьи: Фернанду Роша, Рено Жейе, Юргис Лавринавичюс |
| 5 сентября 2015 15:00 | Отчёт | Вачиньский 15              | Очки     | Стипанович 20        | «Парк-энд-Сьютс Арена», Монпелье Судьи: Фернанду Роша, Рено Жейе, Юргис Лавринавичюс |
| 5 сентября 2015 15:00 | Отчёт | Кулиг 8                    | Подборы  | Милошевич 7          | «Парк-энд-Сьютс Арена», Монпелье Судьи: Фернанду Роша, Рено Жейе, Юргис Лавринавичюс |
| 5 сентября 2015 15:00 | Отчёт | Понитка 6                  | Передачи | Ренфро 6             | «Парк-энд-Сьютс Арена», Монпелье Судьи: Фернанду Роша, Рено Жейе, Юргис Лавринавичюс |

#### Израиль — Россия
| 5 сентября 2015 17:30 | Отчёт | Израиль                    | 76:73    | Россия                    | «Парк-энд-Сьютс Арена», Монпелье Судьи: Матей Болтаузер, Синиша Херцег, Апостолос Калпакас |
| 5 сентября 2015 17:30 | Отчёт | 18:21, 11:18, 21:10, 26:24 |          |                           | «Парк-энд-Сьютс Арена», Монпелье Судьи: Матей Болтаузер, Синиша Херцег, Апостолос Калпакас |
| 5 сентября 2015 17:30 | Отчёт | Касспи 21                  | Очки     | Воронцевич, Хвостов по 15 | «Парк-энд-Сьютс Арена», Монпелье Судьи: Матей Болтаузер, Синиша Херцег, Апостолос Калпакас |
| 5 сентября 2015 17:30 | Отчёт | Касспи 9                   | Подборы  | Воронцевич 13             | «Парк-энд-Сьютс Арена», Монпелье Судьи: Матей Болтаузер, Синиша Херцег, Апостолос Калпакас |
| 5 сентября 2015 17:30 | Отчёт | Охайон 5                   | Передачи | Воронцевич, Хвостов по 5  | «Парк-энд-Сьютс Арена», Монпелье Судьи: Матей Болтаузер, Синиша Херцег, Апостолос Калпакас |

#### Франция — Финляндия
| 5 сентября 2015 21:00 | Отчёт | Франция                          | 97:87 ОТ | Финляндия | «Парк-энд-Сьютс Арена», Монпелье Зрителей: 10 407 Судьи: Олег Латышев, Спиридон Гонтас, Игор Драгоевич |
| 5 сентября 2015 21:00 | Отчёт | 24:22, 21:15, 23:23, 13:21, 16:6 |          |           | «Парк-энд-Сьютс Арена», Монпелье Зрителей: 10 407 Судьи: Олег Латышев, Спиридон Гонтас, Игор Драгоевич |
| 5 сентября 2015 21:00 | Отчёт | Паркер 23                        | Очки     | Уилсон 21 | «Парк-энд-Сьютс Арена», Монпелье Зрителей: 10 407 Судьи: Олег Латышев, Спиридон Гонтас, Игор Драгоевич |
| 5 сентября 2015 21:00 | Отчёт | Ловернь, Де Коло по 7            | Подборы  | Мерфи 11  | «Парк-энд-Сьютс Арена», Монпелье Зрителей: 10 407 Судьи: Олег Латышев, Спиридон Гонтас, Игор Драгоевич |
| 5 сентября 2015 21:00 | Отчёт | Де Коло 6                        | Передачи | Копонен 7 | «Парк-энд-Сьютс Арена», Монпелье Зрителей: 10 407 Судьи: Олег Латышев, Спиридон Гонтас, Игор Драгоевич |

### 2-й тур

#### Россия — Польша
| 6 сентября 2015 15:00 | Отчёт | Россия                     | 79:82    | Польша       | «Парк-энд-Сьютс Арена», Монпелье Судьи: Олег Латышев, Синиша Херцег, Антони Синтерниклас |
| 6 сентября 2015 15:00 | Отчёт | 22:19, 18:23, 16:18, 23:22 |          |              | «Парк-энд-Сьютс Арена», Монпелье Судьи: Олег Латышев, Синиша Херцег, Антони Синтерниклас |
| 6 сентября 2015 15:00 | Отчёт | Зубков 21                  | Очки     | Вачинский 23 | «Парк-энд-Сьютс Арена», Монпелье Судьи: Олег Латышев, Синиша Херцег, Антони Синтерниклас |
| 6 сентября 2015 15:00 | Отчёт | Зубков 7                   | Подборы  | Гортат 6     | «Парк-энд-Сьютс Арена», Монпелье Судьи: Олег Латышев, Синиша Херцег, Антони Синтерниклас |
| 6 сентября 2015 15:00 | Отчёт | Хвостов 5                  | Передачи | Слотер 5     | «Парк-энд-Сьютс Арена», Монпелье Судьи: Олег Латышев, Синиша Херцег, Антони Синтерниклас |

#### Финляндия — Израиль
| 6 сентября 2015 17:30 | Отчёт | Финляндия                  | 66:79    | Израиль   | «Парк-энд-Сьютс Арена», Монпелье Судьи: Фернанду Роша, Спиридон Гонтас, Рено Жейе |
| 6 сентября 2015 17:30 | Отчёт | 13:25, 18:21, 23:16, 12:17 |          |           | «Парк-энд-Сьютс Арена», Монпелье Судьи: Фернанду Роша, Спиридон Гонтас, Рено Жейе |
| 6 сентября 2015 17:30 | Отчёт | Мерфи 24                   | Очки     | Элияху 22 | «Парк-энд-Сьютс Арена», Монпелье Судьи: Фернанду Роша, Спиридон Гонтас, Рено Жейе |
| 6 сентября 2015 17:30 | Отчёт | Мерфи 9                    | Подборы  | Фишер 11  | «Парк-энд-Сьютс Арена», Монпелье Судьи: Фернанду Роша, Спиридон Гонтас, Рено Жейе |
| 6 сентября 2015 17:30 | Отчёт | Копонен 5                  | Передачи | Элияху 6  | «Парк-энд-Сьютс Арена», Монпелье Судьи: Фернанду Роша, Спиридон Гонтас, Рено Жейе |

#### Босния и Герцеговина — Франция
| 6 сентября 2015 21:00 | Отчёт | Босния и Герцеговина        | 54:81    | Франция                | «Парк-энд-Сьютс Арена», Монпелье Зрителей: 10 212 Судьи: Матей Болтаузер, Апостолос Калпакас, Юргис Лавринавичюс |
| 6 сентября 2015 21:00 | Отчёт | 15:17, 11:20, 10:30, 18:14  |          |                        | «Парк-энд-Сьютс Арена», Монпелье Зрителей: 10 212 Судьи: Матей Болтаузер, Апостолос Калпакас, Юргис Лавринавичюс |
| 6 сентября 2015 21:00 | Отчёт | Стипанович, Киканович по 10 | Очки     | Ловернь, Де Коло по 12 | «Парк-энд-Сьютс Арена», Монпелье Зрителей: 10 212 Судьи: Матей Болтаузер, Апостолос Калпакас, Юргис Лавринавичюс |
| 6 сентября 2015 21:00 | Отчёт | Албиянич 6                  | Подборы  | Ловернь, Де Коло по 7  | «Парк-энд-Сьютс Арена», Монпелье Зрителей: 10 212 Судьи: Матей Болтаузер, Апостолос Калпакас, Юргис Лавринавичюс |
| 6 сентября 2015 21:00 | Отчёт | Шутало 4                    | Передачи | Дьяо 6                 | «Парк-энд-Сьютс Арена», Монпелье Зрителей: 10 212 Судьи: Матей Болтаузер, Апостолос Калпакас, Юргис Лавринавичюс |

### 3-й тур

#### Финляндия — Россия
| 7 сентября 2015 15:00 | Отчёт | Финляндия                  | 81:79    | Россия                   | «Парк-энд-Сьютс Арена», Монпелье Судьи: Матей Болтаузер, Игор Драгоевич, Юргис Лавринавичюс |
| 7 сентября 2015 15:00 | Отчёт | 16:20, 20:18, 27:26, 18:15 |          |                          | «Парк-энд-Сьютс Арена», Монпелье Судьи: Матей Болтаузер, Игор Драгоевич, Юргис Лавринавичюс |
| 7 сентября 2015 15:00 | Отчёт | Мерфи 19                   | Очки     | Фридзон 22               | «Парк-энд-Сьютс Арена», Монпелье Судьи: Матей Болтаузер, Игор Драгоевич, Юргис Лавринавичюс |
| 7 сентября 2015 15:00 | Отчёт | Котти, Мерфи 7             | Подборы  | Воронцевич 11            | «Парк-энд-Сьютс Арена», Монпелье Судьи: Матей Болтаузер, Игор Драгоевич, Юргис Лавринавичюс |
| 7 сентября 2015 15:00 | Отчёт | Копонен 6                  | Передачи | Хвостов, Воронцевич по 5 | «Парк-энд-Сьютс Арена», Монпелье Судьи: Матей Болтаузер, Игор Драгоевич, Юргис Лавринавичюс |

#### Израиль — Босния и Герцеговина
| 7 сентября 2015 17:30 | Отчёт | Израиль                          | 84:86 ОТ | Босния и Герцеговина | «Парк-энд-Сьютс Арена», Монпелье Зрителей: 6 288 Судьи: Спиридон Гонтас, Олег Латышев, Антони Синтерниклас |
| 7 сентября 2015 17:30 | Отчёт | 29:16, 16:19, 15:25, 15:15, 9:11 |          |                      | «Парк-энд-Сьютс Арена», Монпелье Зрителей: 6 288 Судьи: Спиридон Гонтас, Олег Латышев, Антони Синтерниклас |
| 7 сентября 2015 17:30 | Отчёт | Касспи 29                        | Очки     | Гордич 22            | «Парк-энд-Сьютс Арена», Монпелье Зрителей: 6 288 Судьи: Спиридон Гонтас, Олег Латышев, Антони Синтерниклас |
| 7 сентября 2015 17:30 | Отчёт | Фишер 8                          | Подборы  | Стипанович 18        | «Парк-энд-Сьютс Арена», Монпелье Зрителей: 6 288 Судьи: Спиридон Гонтас, Олег Латышев, Антони Синтерниклас |
| 7 сентября 2015 17:30 | Отчёт | Мекель 7                         | Передачи | Ренфро 8             | «Парк-энд-Сьютс Арена», Монпелье Зрителей: 6 288 Судьи: Спиридон Гонтас, Олег Латышев, Антони Синтерниклас |

#### Франция — Польша
| 7 сентября 2015 21:00 | Отчёт | Франция                    | 69:66    | Польша               | «Парк-энд-Сьютс Арена», Монпелье Зрителей: 10 016 Судьи: Спиридон Гонтас, Синиша Херцег, Рено Жейе |
| 7 сентября 2015 21:00 | Отчёт | 14:14, 16:12, 22:21, 17:19 |          |                      | «Парк-энд-Сьютс Арена», Монпелье Зрителей: 10 016 Судьи: Спиридон Гонтас, Синиша Херцег, Рено Жейе |
| 7 сентября 2015 21:00 | Отчёт | Паркер 16                  | Очки     | Вачинский 18         | «Парк-энд-Сьютс Арена», Монпелье Зрителей: 10 016 Судьи: Спиридон Гонтас, Синиша Херцег, Рено Жейе |
| 7 сентября 2015 21:00 | Отчёт | Де Коло 8                  | Подборы  | Гортат 11            | «Парк-энд-Сьютс Арена», Монпелье Зрителей: 10 016 Судьи: Спиридон Гонтас, Синиша Херцег, Рено Жейе |
| 7 сентября 2015 21:00 | Отчёт | Дьяу 5                     | Передачи | Слотер, Кошарек по 3 | «Парк-энд-Сьютс Арена», Монпелье Зрителей: 10 016 Судьи: Спиридон Гонтас, Синиша Херцег, Рено Жейе |

### 4-й тур

#### Босния и Герцеговина — Финляндия
| 9 сентября 2015 15:00 | Отчёт | Босния и Герцеговина       | 59:88    | Финляндия  | «Парк-энд-Сьютс Арена», Монпелье Судьи: Олег Латышев, Синиша Херцег, Антони Синтерниклас |
| 9 сентября 2015 15:00 | Отчёт | 12:19, 15:22, 15:31, 17:16 |          |            | «Парк-энд-Сьютс Арена», Монпелье Судьи: Олег Латышев, Синиша Херцег, Антони Синтерниклас |
| 9 сентября 2015 15:00 | Отчёт | Албиянич 14                | Очки     | Уилсон 16  | «Парк-энд-Сьютс Арена», Монпелье Судьи: Олег Латышев, Синиша Херцег, Антони Синтерниклас |
| 9 сентября 2015 15:00 | Отчёт | Стипанович, Киканович по 6 | Подборы  | Нуутинен 8 | «Парк-энд-Сьютс Арена», Монпелье Судьи: Олег Латышев, Синиша Херцег, Антони Синтерниклас |
| 9 сентября 2015 15:00 | Отчёт | Ренфро 6                   | Передачи | Копонен 6  | «Парк-энд-Сьютс Арена», Монпелье Судьи: Олег Латышев, Синиша Херцег, Антони Синтерниклас |

#### Польша — Израиль
| 9 сентября 2015 17:30 | Отчёт | Польша                    | 73:75    | Израиль              | «Парк-энд-Сьютс Арена», Монпелье Судьи: Матей Болтаузер, Спиридон Гонтас, Игор Драгоевич |
| 9 сентября 2015 17:30 | Отчёт | 24:22, 8:13, 18:16, 23:24 |          |                      | «Парк-энд-Сьютс Арена», Монпелье Судьи: Матей Болтаузер, Спиридон Гонтас, Игор Драгоевич |
| 9 сентября 2015 17:30 | Отчёт | Кулиг, Вачиньский по 13   | Очки     | Мекель 18            | «Парк-энд-Сьютс Арена», Монпелье Судьи: Матей Болтаузер, Спиридон Гонтас, Игор Драгоевич |
| 9 сентября 2015 17:30 | Отчёт | Гортат 8                  | Подборы  | Фишер 8              | «Парк-энд-Сьютс Арена», Монпелье Судьи: Матей Болтаузер, Спиридон Гонтас, Игор Драгоевич |
| 9 сентября 2015 17:30 | Отчёт | Понитка 6                 | Передачи | Мекель, Лимонад по 5 | «Парк-энд-Сьютс Арена», Монпелье Судьи: Матей Болтаузер, Спиридон Гонтас, Игор Драгоевич |

#### Россия — Франция
| 9 сентября 2015 21:00 | Отчёт | Россия                     | 67:74    | Франция    | «Парк-энд-Сьютс Арена», Монпелье Зрителей: 10 564 Судьи: Фернанду Роша, Юргис Лавринавичюс, Апостолос Калпакас |
| 9 сентября 2015 21:00 | Отчёт | 24:16, 12:18, 16:19, 15:21 |          |            | «Парк-энд-Сьютс Арена», Монпелье Зрителей: 10 564 Судьи: Фернанду Роша, Юргис Лавринавичюс, Апостолос Калпакас |
| 9 сентября 2015 21:00 | Отчёт | Фридзон 20                 | Очки     | Де Коло 13 | «Парк-энд-Сьютс Арена», Монпелье Зрителей: 10 564 Судьи: Фернанду Роша, Юргис Лавринавичюс, Апостолос Калпакас |
| 9 сентября 2015 21:00 | Отчёт | Воронцевич 9               | Подборы  | Гобер 10   | «Парк-энд-Сьютс Арена», Монпелье Зрителей: 10 564 Судьи: Фернанду Роша, Юргис Лавринавичюс, Апостолос Калпакас |
| 9 сентября 2015 21:00 | Отчёт | Хвостов 10                 | Передачи | Паркер 4   | «Парк-энд-Сьютс Арена», Монпелье Зрителей: 10 564 Судьи: Фернанду Роша, Юргис Лавринавичюс, Апостолос Калпакас |

### 5-й тур

#### Финляндия — Польша
| 10 сентября 2015 15:00 | Отчёт | Финляндия                  | 65:78    | Польша        | «Парк-энд-Сьютс Арена», Монпелье Судьи: Фернанду Роша, Юргис Лавринавичюс, Рено Жейе |
| 10 сентября 2015 15:00 | Отчёт | 20:23, 21:19, 11:16, 13:20 |          |               | «Парк-энд-Сьютс Арена», Монпелье Судьи: Фернанду Роша, Юргис Лавринавичюс, Рено Жейе |
| 10 сентября 2015 15:00 | Отчёт | Хафф 17                    | Очки     | Вачиньский 16 | «Парк-энд-Сьютс Арена», Монпелье Судьи: Фернанду Роша, Юргис Лавринавичюс, Рено Жейе |
| 10 сентября 2015 15:00 | Отчёт | Нуутинен 8                 | Подборы  | Понитка 6     | «Парк-энд-Сьютс Арена», Монпелье Судьи: Фернанду Роша, Юргис Лавринавичюс, Рено Жейе |
| 10 сентября 2015 15:00 | Отчёт | Копонен 8                  | Передачи | Слотер 8      | «Парк-энд-Сьютс Арена», Монпелье Судьи: Фернанду Роша, Юргис Лавринавичюс, Рено Жейе |

#### Босния и Герцеговина — Россия
| 10 сентября 2015 17:30 | Отчёт | Босния и Герцеговина               | 61:81    | Россия                  | «Парк-энд-Сьютс Арена», Монпелье Зрителей: 6 519 Судьи: Матей Болтаузер, Спиридон Гонтас, Апостолос Калпакас |
| 10 сентября 2015 17:30 | Отчёт | 22:12, 9:19, 19:24, 11:26          |          |                         | «Парк-энд-Сьютс Арена», Монпелье Зрителей: 6 519 Судьи: Матей Болтаузер, Спиридон Гонтас, Апостолос Калпакас |
| 10 сентября 2015 17:30 | Отчёт | Стипанович 22                      | Очки     | Зубков 17               | «Парк-энд-Сьютс Арена», Монпелье Зрителей: 6 519 Судьи: Матей Болтаузер, Спиридон Гонтас, Апостолос Калпакас |
| 10 сентября 2015 17:30 | Отчёт | Стипанович, Шутало, Киканович по 6 | Подборы  | Зубков, Воронцевич по 7 | «Парк-энд-Сьютс Арена», Монпелье Зрителей: 6 519 Судьи: Матей Болтаузер, Спиридон Гонтас, Апостолос Калпакас |
| 10 сентября 2015 17:30 | Отчёт | Буза, Гордич по 5                  | Передачи | Хвостов 5               | «Парк-энд-Сьютс Арена», Монпелье Зрителей: 6 519 Судьи: Матей Болтаузер, Спиридон Гонтас, Апостолос Калпакас |

#### Израиль — Франция
| 10 сентября 2015 21:00 | Отчёт | Израиль                    | 61:85    | Франция              | «Парк-энд-Сьютс Арена», Монпелье Зрителей: 9 755 Судьи: Олег Латышев, Синиша Херцег, Игор Драгоевич |
| 10 сентября 2015 21:00 | Отчёт | 10:22, 17:16, 21:24, 13:24 |          |                      | «Парк-энд-Сьютс Арена», Монпелье Зрителей: 9 755 Судьи: Олег Латышев, Синиша Херцег, Игор Драгоевич |
| 10 сентября 2015 21:00 | Отчёт | Лимонад 13                 | Очки     | Гобер 15             | «Парк-энд-Сьютс Арена», Монпелье Зрителей: 9 755 Судьи: Олег Латышев, Синиша Херцег, Игор Драгоевич |
| 10 сентября 2015 21:00 | Отчёт | Кадир 9                    | Подборы  | Гобер 10             | «Парк-энд-Сьютс Арена», Монпелье Зрителей: 9 755 Судьи: Олег Латышев, Синиша Херцег, Игор Драгоевич |
| 10 сентября 2015 21:00 | Отчёт | 3 игрока по 4              | Передачи | Паркер, Де Коло по 4 | «Парк-энд-Сьютс Арена», Монпелье Зрителей: 9 755 Судьи: Олег Латышев, Синиша Херцег, Игор Драгоевич |